# Flad skat
En flad skat er et skattesystem, hvor alle betaler samme andel af deres arbejdsindkomst i skat, og kapitalindkomst beskattes efter tilsvarende simple regler, der evt. indebærer, at det ordinære kapitalafkast ikke beskattes. Normalt kobles flad skat sammen med et fravær af alle fradrag, som oftest selv personfradraget. I Danmark er arbejdsmarkedsbidraget på 8 %, der i princippet betales af al arbejdsindkomst uden nogen fradrag, et eksempel på en skat, der i sig selv minder meget om en flad skat. Betegnelsen flad skat går dog normalt på hele skattesystemet i sammenhæng og ikke blot på en enkelt skattetype.

## Begrebets oprindelse
Begrebet flad skat blev indført af de to amerikanske økonomer Robert Hall og Alvin Rabushka i bogen "The Flat Tax", hvis første udgave kom i 1985. Her betegnede det et skattesystem, hvor arbejds- og pensionsindkomst samt overskud fra virksomheder beskattes med ensartede satser af hele indkomsten ud over et bundfradrag, der skulle afhænge af familiestørrelse. Virksomheder skulle desuden gives fradrag for deres køb af varer og materialer samt af udbetalinger af løn og udbytter. Alle øvrige fradrag skulle afskaffes. Kapitalindkomst skulle ikke beskattes, og der skulle tilsvarende ikke ydes fradrag for negativ kapitalindkomst. Hall og Rabushka foreslog at ændre det amerikanske skattesystem radikalt efter disse principper og beskatte al arbejds- og pensionsindkomst med 19 pct. af indkomsten over et bundfradrag (på 12.600$ for en familie i 1985). Overskuddet i virksomheder skulle ligeledes beskattes med de samme 19 %. På det pågældende tidspunkt blev arbejdsindkomst i USA beskattet med 12 forskellige satser fra 12 til 50 %. Generøse fradragsmuligheder, bl.a. for rente- og medicinudgifter, indebar dog, at provenuet ikke udgjorde mere end 15 % af den samlede lønsum. Også på kapitalindkomstområdet var der en lang række forskellige satser med mange fradragsmuligheder, og det amerikanske skattesystem var i det hele taget mere kompliceret end det danske. Ifølge Hall og Rabushka ville deres reformforslag på samme tid forenkle skattesystemet, forbedre incitamentet til at arbejde, modvirke skatteunddragelse samt flytte en del af skattebyrden fra arbejdsindkomst til kapitalindkomst.<skat>

## International betydning
I 1990'erne blev diskussionen om flad skat en del af den offentlige skattediskussion i USA, ikke mindst efter, at demokraten Jerry Brown (1992) og republikaneren Steve Forbes (1996) begge fremførte et forslag i denne stil som en del af deres valgprogram i deres (forgæves) forsøg på at blive nomineret som deres partis præsidentkandidat.
Det område i verden, hvor en flad skat har vundet størst udbredelse, er imidlertid blandt de tidligere kommunistiske lande i Østeuropa. Estland var således i 1994 det første europæiske land, der indførte en flad skat med en arbejdsindkomst- og selskabsskattesats på 26 %. Siden har en række andre østeuropæiske lande fulgt efter. Principperne har dog overalt været noget anderledes end i Hall og Rabushkas oprindelige forslag. Langt de fleste lande har valgt varianter af en traditionel indkomstskat uden progression og ikke en flad skat i den form, som de to amerikanere foreslog, hvor kapitalbeskatningen omlægges til cash flow.<skat>

## Flad skat i Danmark
Tre danske økonomer fra Københavns Universitet David Dreyer Lassen, Niels Kleis Frederiksen og den senere vismand Søren Bo Nielsen skrev i 1999 artiklen "Would the Flat Tax Fall Flat in Denmark?", der øjensynligt indeholder de første overvejelser om virkningerne af indførelsen af en flad skat i Danmark under denne betegnelse (allerede i 1970’erne havde professor Gunnar Thorlund Jepsen dog foreslået et system med negativ indkomstskat, som minder meget om et flad skat-system kombineret med en basisindkomst til alle). Forfatterne tager udgangspunkt i, at det er problematisk, at såvel arbejds- som kapitalindkomst i praksis beskattes vidt forskelligt. Nogle former for indtjening, der reelt er arbejdsindkomst (f.eks. frynsegoder, aktieoptioner og kapitalgevinster forbundet hermed), beskattes således enten slet ikke eller ved lavere satser end anden arbejdsindkomst. Et tilsvarende problem gælder ifølge artiklen for skatten på kapitalindkomst, der også kan være vidt forskellig, alt efter om der er tale om pensionsafkast, aktieudbytte, renter fra indestående på bankkonti eller afkastet fra ejerboliger (lejeværdien). Forfatterne diskuterer derpå konsekvenserne af at lade det daværende danske skattesystem erstatte af en altomfattende proportional skat på arbejdsindkomst og cash-flow i virksomheder. Samtidig foreslås det at afskaffe beskatningen af normalafkastet af kapital, mens en vis progression i skattesystemet kan sikres gennem et fortsat bundfradrag. Forfatterne angiver, at et sådant system ville være nemmere at administrere og gennemskue end det eksisterende skattesystem og potentielt ville kunne medføre betydelige efficiensgevinster ved at mindske forskellige forvridninger. Samtidig vil det ifølge forfatterne formodentlig medføre en mindre grad af omfordeling og dermed alt andet lige større økonomisk ulighed. Det ville dermed skulle suppleres med andre initiativer til at sikre en omfordeling på linje med det eksisterende skattesystem, hvis der er et politisk ønske herom.
I midten af 2000-tallet blev ideen om en flad skat i Danmark bragt på bane fra flere sider, bl.a. af samfundsdebattøren og politologen Peter Kurrild-Klitgaard. Tænketanken CEPOS forelog en fladere beskatning i juni 2005. Ideen blev afvist af Venstres skatteminister Kristian Jensen. Til gengæld blev ideen foreslået på Det konservative Folkepartis landsråd i 2005, hvor Konservativ Ungdom fremlagde et forslag om flad skat, der overraskende fik 44 pct. af de delegeredes opbakning. Det radikale Venstre diskuterede ligeledes at indføre en fladere skat ved at sænke marginalskatten til 42 pct., men hvor tænketanken CEPOS' forslag var finansieret ved at fastfryse de offentlige budgetter i en årrække, hentede partiet sin finansiereing ved en skatteomlægning.

### Analyse fra SKAT om indførelse af flad skat i Danmark
I februar 2008 offentliggjorde Skat en undersøgelse af virkningen af indførelse af flad skat i Danmark. Analysen omfattede tre scenarier:
1. en flad skat på 35,2 procent af alle indkomster. Eneste fradrag er indbetalinger på pensionsopsparing
2. en flad skat på 42 procent med et bundfradrag på 37.600 kroner og fradrag for indbetalinger på pensionsopsparing
3. en flad skat på 48,9 procent med et bundfradrag på 37.600 kroner, hvor alle eksisterende fradrag i skattesystemet bibeholdes

Konklusionen var, at alle tre modeller flytter milliardbeløb fra indkomstgrupper med en indkomst under 350.000-600.000 kr. (afhængigt af modellen) til indkomstgrupper over denne grænse. Eksempelvis vil model 1 samlet overføre godt 30 mia. kr. fra mindre velstillede familier til mere velstillede familier. Generelt ville familier med en indkomst under 350.000 kr. i få øget deres skattebetaling ved omlægningen, mens familier med en indkomst på over 350.000 kr. ville komme til at betale mindre i skat end før. Familierne med de laveste indkomster ville stå over for en gennemsnitlig skatteforhøjelse på 68 pct., mens familierne med de højeste indkomster ville få en gennemsnitlig skattelettelse på 25 pct. I de to andre modeller, der var mindre vidtgående i forhold til det eksisterende system, ville effekterne være mindre, men i begge tilfælde give en højere samlet beskatning for familierne med de laveste indkomster og en lavere beskatning for højindkomstgrupperne.
Analysen er altovervejende en statisk "alt andet lige" analyse, dvs. et isoleret øjebliksbillede/beregning af, hvordan skatten umiddelbart ville fordele sig i tilfælde af, at skatten blev omlagt som beskrevet. Den indregner dermed ikke de såkaldte dynamiske effekter, altså afledte effekter på f.eks. arbejdsudbud, skatteunddragelse, investeringer og opsparing, der er vanskelige at opgøre med nogen sikkerhed, ligesom den ikke indregner den potentielle besparelse i administrationsudgifter. Ministeriet har dog foretaget et groft skøn over effekten på arbejdsudbuddet, der konkluderer, at den mest vidtgående model med en flad skat på 35,2 procent uden bundfradrag vil kunne øge arbejdsudbuddet målt i timer med, hvad der omregnet svarer til 80-100.000 personers fuldtidsarbejde.

## Flad skat i Grønland
I Grønland er skattesystemet baseret på en flad skat, hvor skatteprocenten dog er forskellig fra kommune til kommune. I Nuuk er den på 42 % og personfradraget på 48.000 kr. om året (2011).